# Acroporium diminutum
Acroporium diminutum är en bladmossart som beskrevs av Fleischer 1923. Acroporium diminutum ingår i släktet Acroporium och familjen Sematophyllaceae. Inga underarter finns listade i Catalogue of Life.